# Aidan Higgins

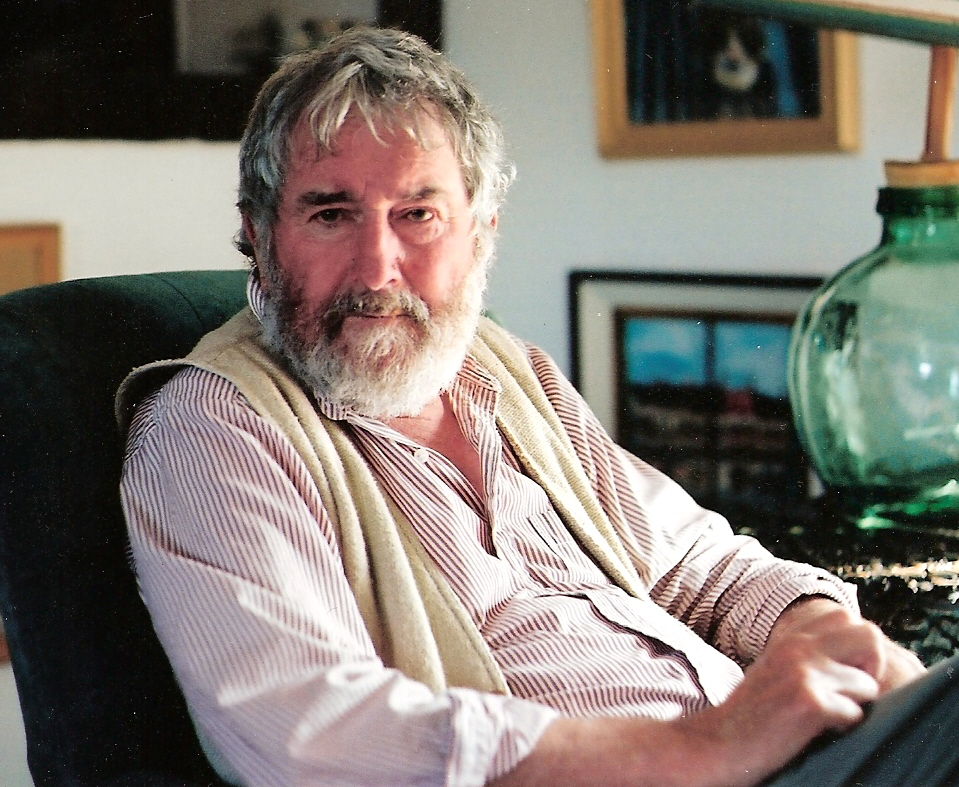
Aidan Higgins (2007)

Aidan Higgins (* 3. März 1927 in Celbridge, County Kildare, Irland; † 27. Dezember 2015 in Kinsale) war ein irischer Schriftsteller. Er schrieb Kurzgeschichten, Reisestücke, Hörspiele und Romane. Zu seinen veröffentlichten Werken gehören Langrishe, Go Down (1966), Balcony of Europe (1972) und die Biografie Dog Days (1998). Sein Schreiben zeichnet sich durch nicht-konventionelle fremde Einstellungen und einen Erzählmodus des Bewusstseinsstroms aus. Der größte Teil seiner frühen Erzählungen ist autobiografisch.

## Leben
Aidan Higgins wurde in Celbridge geboren. Er besuchte lokale Schulen und das private Internat Clongowes Wood College. In den frühen fünfziger Jahren arbeitete er in Dublin als Texter für die Werbeagentur Domas. Danach zog er nach London und arbeitete etwa zwei Jahre in der Leichtindustrie. Er heiratete dort Jill Damaris Anders am 25. November 1955. Ab 1960 lebte Higgins in Südspanien, Südafrika, Berlin und Rhodesien. 1960 und 1961 arbeitete er als Drehbuchautor für die Werbeagentur Filmlets in Johannesburg. Diese Reisen lieferten Material für einen Großteil seiner späteren Arbeit, einschließlich seiner drei Autobiografien, Donkey's Years (1996), Dog Days (1998) und The Whole Hog (2000).
Higgins lebte ab 1986 mit der Schriftstellerin und Journalistin Alannah Hopkin in Kinsale, County Cork. Sie heirateten im November 1997 in Dublin. Er war Gründungsmitglied der irischen Künstlervereinigung Aosdána. Higgins starb am 27. Dezember 2015 in Kinsale.

## Werke
Seine Erziehung in einer katholischen Landeigentümerfamilie lieferte Material für seinen ersten Roman Langrishe, Go Down (1966, deutsch Ein später Sommer, 1969). Der Roman spielt in den 1930er Jahren in einem heruntergekommenen „großen Haus“ in der Grafschaft Kildare, das von den letzten Mitgliedern der Langrishe-Familie, drei Spinster-Schwestern, Katholiken, bewohnt wird, die in einer nicht so vornehmen Armut in einer einst so großen Umgebung leben. Eine Schwester, Imogen, hat eine Affäre mit einem deutschen Intellektuellen, Otto Beck, der den Sittenkodex der Zeit überschreitet und ihr eine kurze Erfahrung des Glücks bringt. Ottos intellektuelle Bestrebungen stehen im Kontrast zu dem moribunden kulturellen Leben in Irland Mitte des 20. Jahrhunderts. Das Buch wurde mit dem James Tait Black Memorial Prize für Belletristik ausgezeichnet und später vom britischen Dramatiker Harold Pinter in Zusammenarbeit mit RTÉ als BBC-Fernsehfilm adaptiert. Langrishe erhielt auch den Irish Academy of Letters Award.
Sein zweiter großer Roman, Balcony of Europe (deutsch Ein Ire an der Sonnenküste, 1979), hat seinen Namen von dem spanischen Fischerdorf Nerja in Andalusien, wo es angesiedelt ist. Der Roman ist sorgfältig ausgearbeitet und reich an eingebetteten literarischen Bezügen. Er verwendet spanische und irische Einstellungen und verschiedene Sprachen, darunter Spanisch und etwas Deutsch in seinem Bericht über den Alltag einer weitgehend im Ausland lebenden Gemeinschaft an den Stränden und Bars von Nerja. Der Protagonist, ein Künstler namens Dan Ruttle, ist besessen von der jungen amerikanischen Frau seines Freundes Charlotte und vom Gegensatz zwischen seinem Leben in einer weltoffenen Künstlergemeinschaft im Mittelmeerraum und seinen irischen Wurzeln. Das Buch wurde in Zusammenarbeit mit Neil Murphy überarbeitet und 2010 von Dalkey Archive Press veröffentlicht, wobei der irische Materialschnitt und die Affäre zwischen Dan Ruttle und Charlotte im Vordergrund standen.
Spätere Romane umfassen die vielgelobte Bornholm Night-Ferry und Lions of the Grunewald. Verschiedene Schriften wurden von der Dalkey Archive Press gesammelt und nachgedruckt, darunter seine dreibändige Autobiografie A Bestiarary und einer Sammlung von Erzählungen, Flotsam und Jetsam, die beide seine weitreichende Erfahrung und seine Lebenserfahrung und Reiseerfahrung demonstrieren in Südafrika, Deutschland und London, was seiner Schrift ein weitgehend kosmopolitisches Gefühl verleiht, inbdem verschiedene europäische Sprachen abwechselnd verwendet werden.

## Auszeichnungen
- Felo de Se – Somin Trust Award, 1963
- Langrishe, Go Down – James Tait Black Memorial Prize, 1967
- DAAD scholarship of Berlin, 1969
- American Irish Foundation grant, 1977
- D.D.L., National University of Ireland, 2001[5]

## Bibliografie
- A Bestiary. Illinois: Dalkey Archive Press, 2004.
- As I was Riding Down Duval Boulevard with Pete La Salle. Dublin: Anam Press, 2003.
- Balcony of Europe. London: Calder & Boyars, 1972; New York: Delacorte, 1972; Illinois, Dalkey Archive Press, 2010.
- Bornholm Night-Ferry. London: Allison & Busby; Ireland: Brandon Books, 1983; London: Abacus, 1985; Illinois: Dalkey Archive Press, 2006.
- Darkling Plains: Texts for the Air. Illinois: Dalkey Archive Press, 2010.
- Dog Days: A Sequel to Donkey’s Years. London: Secker & Warburg, 1998.
- Donkey’s Years: Memories of a Life as Story Told. London: Secker & Warburg, 1995.
- Felo de Se. London: Calder & Boyars, 1960; as Killachter Meadow, New York: Grove Press, 1960; as *Asylum and Other Stories, London: Calder & Boyars, 1978; New York: Riverrun Press, 1979.
- Flotsam & Jetsam. London: Minerva, 1997; Illinois: Dalkey Archive Press, 2002.
- Helsingor Station & Other Departures: Fictions and Autobiographies 1956–1989. London: Secker & Warburg, 1989.
- Images of Africa: Diary (1956–60). London: Calder & Boyars, 1971.
- Langrishe, Go Down. London: Calder & Boyars, 1966; New York: Grove Press, 1966; London: Paladin, 1987; Illinois: Dalkey Archive Press, 2004; Dublin: New Island, 2007.
- Lions of the Grunewald. London: Secker & Warburg, 1993. Also as Weaver’s Women. London: Secker & Warburg, 1993.
- March Hares. Dalkey Archive Press, 2017.
- Ronda Gorge & Other Precipices: Travel Writings 1959–1989. London: Secker & Warburg, 1989.
- Scenes from a Receding Past. London: Calder, 1977; Dallas: Riverrun Press, 1977; Illinois: Dalkey Archive Press, 2005.
- The Whole Hog: A Sequel to Donkey’s Years and Dog Days. London: Secker & Warburg, 2000.
- Windy Arbours. Illinois: Dalkey Archive Press, 2005.